# Coalición de Mujeres Trabajadoras
La Coalición de Mujeres Trabajadoras (CoMuTra) es una organización transversal, no excluyente, que propone sumarse a los movimientos existentes, sindicales o feministas, teniendo en cuenta los avances y el trabajo realizado. Se fundó en enero de 2017 y en el acto participaron mujeres de Argentina (Buenos Aires, Ciudad Autónoma de Buenos Aires, La Pampa, Misiones) y Francia.

## Historia
Se formó frente a la baja representación de las mujeres en organizaciones sindicales y la ausencia de defensa real de sus problemáticas específicas.La experiencia del Paro de mujeres del pasado 19 de noviembre evidenció poco apoyo de las centrales sindicales así como la ausencia de mujeres en sus instancias dirigentes.
El 24 de diciembre del mismo año, en un intercambio entre escritoras, filósofas y periodistas surgió la idea de crear  una central de trabajadoras. El primer encuentro se llevó a cabo en enero del 2017 en el Centro Cultural “Tierra Violeta" de la Ciudad de Buenos Aires. Desde entonces la Coalición ha emitido diversos comunicados, entre ellos el que repudia el fallo de la Corte Suprema de Justicia que otorga el beneficio del 2 por 1 en el caso del represor Luis Muiña.

## Objetivos
- Se plantea como ejes de acción: campañas de incidencia y sensibilización sobre la situación de las mujeres trabajadoras.
- Formular, supervisar y evaluar programas de derechos humanos, laborales y de género (discusión que se dio si diferenciar entre derechos humanos laborales y de género o decir, que los derechos laborales y de género son derechos humanos)[8]
- Hacer seguimiento a la puesta en práctica del cupo sindical y realizar campañas para avanzar hacia la paridad.[9]